# Говядкин, Василий Михайлович
Василий Михайлович Говядкин (22 апреля 1896, Таскаиха — 28 июля 1959) — генерал-майор войск связи СССР (1940), заместитель начальника Военной технической академии по научной и учебной работе в Войске Польском; доктор технических наук, начальник школы радиоспециалистов бронетанковых и механизированных войск, начальник Военной электротехнической академии РККА имени С. М. Будённого.

## Биография
С 1910 по 1915 годы работал приказчиком. Участник Первой мировой войны в рядах Русской императорской армии, во время революции вступил в РСДРП. С июля 1918 года в РККА, заместитель командира боевой дружины в Государственном банке Петрограда. Служил в электротехническом батальоне запаса РККА, в декабре 1918 года окончил курсы и стал командиром роты Саратовского стрелкового полка. Участник сражений Гражданской войны против Белого движения и Зелёного движения на Урале, с июня 1919 года учился в радиотехнической школе. Окончив её, стал инструктором и комиссаром. Заместитель командира 7-го радиотехнического дивизиона.
В 1923—1925 годах — слушатель Военной электротехнической академии РККА, в 1925—1930 годах учился в Военно-технической академии РККА, после чего стал старшим инженером Командования войск связи РККА. В 1932 году стал заведующим лаборатории и заведующим кафедрой электротехники в радиотехнической академии, преподавал до 1937 года. Защитил кандидатскую диссертацию и получил звание кандидата технических наук, далее был заместителем начальника войск связи РККА. С ноября 1938 по июнь 1942 года — начальник Военной электротехнической академии РККА им. С. М. Буденного. Постановлением СНК СССР № 945 от 4 июня 1940 года произведён в генерал-майоры войск связи.
В 1941—1942 годах — участник обороны Ленинграда, с июня 1942 года начальник Школы радиоспециалистов бронетанковых войск в научно-исследовательском институте и заместитель начальника войск связи Западного фронта. В 1946—1947 годах — начальник Школы радиоспециалистов бронетанковых и механизированных войск, которая была передислоцирована в июне 1946 года в Мичуринск, а в мае 1947 года в Горький. С июня 1950 года — главный инженер и заместитель начальника проектно-технического отдела войск связи СССР. 1 июня 1951 года направлен в Войско Польское, где был заместителем начальника по научной и учебной работе Военно-технической академии Войска Польского до 24 ноября 1954 года.
В запасе с 1955 года.
Похоронен на Введенском кладбище (19 уч.).

## Награды
- Орден Ленина
- два ордена Красного Знамени
- Медаль «За оборону Ленинграда»
- Медаль «За победу над Германией в Великой Отечественной войне 1941—1945 гг.»
- Медаль «30 лет Советской Армии и Флота»
- Офицерский крест ордена Возрождения Польши (1954)